# Bizarre Love Triangle
Bizarre Love Triangle — пісня гурту New Order, випущена 1986 року. Вийшла в альбомі Brotherhood, а також як сингл.
Ця пісня потрапила до списку 500 найкращих пісень усіх часів за версією журналу Rolling Stone